# 박대용
박대용(朴大龍, 1959년 4월 5일 ~ )은 대한민국의 제4대 울산광역시 동구의원이었다.
2023년10월부터 정의당 울산시당 위원장으로 당선되었다

## 학력
- 학성고등학교 부설 방송통신고등학교 졸업
- 영산대학교 행정학과 학사 졸업

## 경력
- 민주평화통일자문회의 울산 동구 부회장
- 울산 동구 장애인작업장 운영위원
- 현대중공업 근무중
- 현대중공업 노조사무국장 부위원장
- 명덕초등학교 운영위원
- 일산중학교 운영위원장
- 울산참여연대 동구대표
- 학교운영위원 강북협의회 감사
- 동구운영위원 협의회 부회장
- 민주화운동 명예회복 결정
- 울산 동구청 주민참여예산 보건복지분과 위원장
- 2006.07 ~ 2010.06 제4대 울산광역시 동구의회 의원
- 2011.12 ~ 2012.07 통합진보당 울산시당 부위원장
- 2012.04 ~ 2012.07 통합진보당 울산시당 위원장 직무대행
- 2012.07 ~ 2012.09 통합진보당 울산시당 부위원장
- 2012.09.20 통합진보당 탈당
- 2017 심상정 대통령 선거 노동특별 보좌관
- 2017.07 ~ 2019.07 정의당 울산시당 부위원장
- 정의당 노회찬 원내대표 노동특보
- 현대중공업 해양사업부 근무

## 역대 선거 결과
|  | 30.48% |

|  | 10.99% |

|  | 14.36% |